# 99th Infantry Division

Scudetto da spalla della 99th Infantry Division

La 99th Infantry Division è stata una unità militare terrestre dello United States Army nella Seconda guerra mondiale.

Svolse un ruolo strategico nell'offensiva delle Ardenne, con le sue truppe inesperte che malgrado tutto si opposero validamente all'ala settentrionale del fronte di avanzata tedesco, impedendo che potesse accedere alla vitale rete viaria che dal nord conduceva in Belgio.

## Ordine di battaglia (1944–1945)
- Headquarters & Headquarters Company 99th Infantry Division
- Headquarters & Headquarters Battery Division Artillery
- Headquarters, Special troops
- Military Police Platoon
- 99th Quartermaster Company
- 99th Signal Corps Company
- 99th Counter Intelligence Corps Detachment
- 99th Cavalry Reconnaissance Troop (Mechanized)
- 324th Engineer Combat Battalion
- 324th Medical Company
- 370th Field Artillery Battalion (105 MM)
- 371st Field Artillery Battalion (105 MM)
- 372nd Field Artillery Battalion (155 MM)
- 393rd Infantry Regiment
- 394th Infantry Regiment
- 395th Infantry Regiment
- 799th Ordnance Light Maintenance Company
- 924th Field Artillery Battalion (105 MM)
- 535th AAA A-Weapons Battalion: 11 December 1944 – 9 May 1945
- 629th Tank Destroyer Battalion: 22 February 1945 – 9 May 1945
- 644th Tank Destroyer Battalion: 28 January 1945 – 8 February 1945
- 750th Tank Battalion: 28 January 1945 – 5 February 1945
- 786th Tank Battalion: 23 February 1945 – 9 May 1945
- 801st Tank Destroyer Battalion: 9 November 1944 – 3 February 1945
- 814th Tank Destroyer Battalion: 8 February 1945 – 13 February 1945
- 817th Tank Destroyer Battalion: 13 February 1945 – 22 February 1945